# Canton de Beuzeville
Le canton de Beuzeville est une circonscription électorale française située dans le département de l'Eure, dont il occupe l'extrémité nord-ouest, et la région Normandie.

## Histoire
- Le canton de Beuzeville a été créé en 1801[2].

- De 1833 à 1848, les cantons de Beuzeville et de Quillebeuf avaient le même conseiller général. Le nombre de conseillers généraux était limité à 30 par département.

- Un nouveau découpage territorial de l'Eure (département) entre en vigueur à l'occasion des élections départementales de mars 2015, défini par le décret du 25 février 2014[4], en application des lois du 17 mai 2013 (loi organique n° 2013-402 et loi n° 2013-403)[5]. Les conseillers départementaux sont, à compter de ces élections, élus au scrutin majoritaire binominal mixte. Les électeurs de chaque canton élisent au Conseil départemental, nouvelle appellation du Conseil général, deux membres de sexe différent, qui se présentent en binôme de candidats. Les conseillers départementaux sont élus pour 6 ans au scrutin binominal majoritaire à deux tours, l'accès au second tour nécessitant 12,5 % des inscrits au 1er tour. En outre la totalité des conseillers départementaux est renouvelée. Ce nouveau mode de scrutin nécessite un redécoupage des cantons dont le nombre est divisé par deux avec arrondi à l'unité impaire supérieure si ce nombre n'est pas entier impair, assorti de conditions de seuils minimaux[6]. Dans l'Eure, le nombre de cantons passe ainsi de 43 à 23. Le nombre de communes du canton de Beuzeville passe de 16 à 62.

- Le nouveau canton de Beuzeville est formé de communes des anciens cantons de Cormeilles (11 communes), de Thiberville (21 communes), de Beuzeville (16 communes), et de Saint-Georges-du-Vièvre (14 communes). Les 51 communes de la communauté de communes Lieuvin Pays d'Auge sont situées dans le canton de Beuzeville.

## Géographie
Ce canton est organisé autour de Beuzeville dans l'arrondissement de Bernay. Son altitude varie de 0 m (Berville-sur-Mer) à 153 m (Vannecrocq) pour une altitude moyenne de 96 m.
La totalité du canton de Beuzeville est couverte par l'appellation d'origine contrôlée « calvados » (décret du 31 décembre 1997). Le canton se rapporte à la partie nord du plateau du Lieuvin.

## Représentation

### Conseillers d'arrondissement (de 1833 à 1940)
Le canton de Beuzeville appartenait à l'arrondissement de Pont-Audemer jusqu'à sa disparition en 1926.
| Période                                  | Période      | Identité                                | Étiquette                 | Qualité |
| ---------------------------------------- | ------------ | --------------------------------------- | ------------------------- | --- |
| 1833                                     | 1848         | M. Le Gras de Bordecôte                 |                           | Juge suppléant au Tribunal civil de Pont-Audemer                                                            |
| 1848                                     | 1876 (décès) | Jacques Dominique Vauquelin (1800-1876) |                           | Maire de Beuzeville                                                                                         |
| 1877                                     | 1882         | Michel-Désiré Campion                   | Monarchiste               | Propriétaire cultivateur à Beuzeville                                                                       |
| 1882                                     | 1889         | Marc Thierry                            | Monarchiste               | Propriétaire, adjoint au maire de Beuzeville                                                                |
| 1889                                     | 1919         | Michel-Désiré Campion                   | Républicain puis Rad.     | Agriculteur, maire (1887-1892) puis adjoint au maire de Beuzeville                                          |
| 1919                                     | 1922         | Louis-Albert Flambard                   | RG                        | Maire de Saint-Pierre-du-Val                                                                                |
| 1922                                     | 1931         | M. Rabel                                | Rad.                      | |
| 1931                                     | 1940         | Albert Eudeline                         | Rad. anti Front Populaire | Propriétaire et négociant en cidre à Beuzeville                                                             |
| 1940                                     |              |                                         |                           | Les conseils d'arrondissement ont été suspendus par la loi du 12 octobre 1940 et n'ont jamais été réactivés |
| Les données manquantes sont à compléter. |              |                                         |                           | |

### Conseillers généraux de 1833 à 2015
| Période     | Période          | Identité                                                          | Étiquette                       | Qualité |
| ----------- | ---------------- | ----------------------------------------------------------------- | ------------------------------- | --- |
| 1833        | 1842             | François Auguste Dumont                                           |                                 | Propriétaire, avocat à Pont-Audemer                                                                                            |
| 1842        | 1848             | Nicolas-Antoine Brassy (?-1862)                                   |                                 | Notaire à Pont-Audemer |
| 1848        | 1852 (démission) | François Auguste Dumont                                           |                                 | Avocat à Pont-Audemer Démissionne pour refus de prêter serment à l'Empereur Napoléon III                                       |
| 1852        | 1867             | Etienne Ménard Mathieu de Saint-Albon (1792-1869)                 |                                 | Propriétaire du château de Berville-sur-Mer                                                                                    |
| 1867        | 1882 (décès)     | Armand Vauquelin                                                  | Droite bonapartiste             | Maire de Beuzeville |
| 1882        | 1886             | Michel-Désiré Campion                                             | Droite                          | Propriétaire-cultivateur à Beuzeville, conseiller d'arrondissement                                                             |
| 1886        | 1892             | Jacques Dominique Vauquelin (né en 1860, fils d'Armand Vauquelin) | Droite                          | Maire de Beuzeville |
| 1892        | 1908 (démission) | Désiré Vivien                                                     | Républicain                     | Notaire à Beuzeville |
| 1908        | 1919             | Charles Joseph Loriot                                             | Républicain                     | Avocat, juge d'instruction, maire de Saint-Germain-Village Député (1889-1902, 1911-1919)                                       |
| 1919        | 1922             | Henry Le Mire                                                     | URD                             | Filateur-tisseur de coton à Pont-Audemer Député (1919-1934)                                                                    |
| 1922        | 1927 (démission) | Louis-Albert Flambard                                             | RG                              | Maire de Saint-Pierre-du-Val, conseiller d'arrondissement                                                                      |
| 1927        | 1940             | Louis Loriot                                                      | Rad.                            | Président de la Section des Finances au Conseil d'État, Directeur de cabinet au Ministère de la Justice, Saint-Germain-Village |
|             |                  |                                                                   |                                 | |
| 1943        | 1945             | Albert Eudeline (1883-1954)                                       | Rad.                            | Cultivateur, conseiller d'arrondissement, adjoint au maire de Beuzeville Nommé conseiller départemental en 1943                |
|             |                  |                                                                   |                                 | |
| 1945        | 1950 (décès)     | Marius Huchon (1897-1950)                                         | Soc.ind.-Fr.Nat.                | Sculpteur Maire de Beuzeville                                                                                                  |
| 1950        | 1954 (décès)     | Albert Eudeline                                                   | Rad.                            | Cultivateur à Beuzeville, ancien conseiller d'arrondissement                                                                   |
| 30 mai 1954 | 1985             | Joseph Métral                                                     | Rad.-RGR puis MRG puis UDF-Rad. | Maire de Beuzeville (1961-1971 et 1976-2001)                                                                                   |
| 1985        | 1992             | Henri Pinçon                                                      | DVD                             | Ingénieur divisionnaire du port autonome de Rouen Conseiller municipal de Beuzeville                                           |
| 1992        | 1998             | Joseph Métral                                                     | UDF-Rad.                        | Vétérinaire Maire de Beuzeville (1961-1971 et 1976-2001)                                                                       |
| 1998        | 2015             | Jean-Pierre Flambard                                              | PS                              | Instituteur Maire de Beuzeville (2001-2014)                                                                                    |

### Conseillers départementaux depuis 2015
| Période élective | Période élective | Mandat | Mandat   | Identité                | Nuance | Nuance | Qualité                                                         |
| ---------------- | ---------------- | ------ | -------- | ----------------------- | ------ | ------ | --------------------------------------------------------------- |
| 2015             | 2021             | 2015   | 2021     | Jean-Pierre Flambard    |        | DVG    | Maire de Beuzeville (2001-2014)                                 |
| 2015             | 2021             | 2015   | 2021     | Micheline Paris-Touquet |        | DVD    | Maire du Planquay                                               |
| 2021             | 2028             | 2021   | en cours | Thomas Elexhauser       |        | DVD    | Collaborateur d'Hervé Morin, conseiller municipal de Beuzeville |
| 2021             | 2028             | 2021   | en cours | Micheline Paris         |        | DVD    | Secrétaire médicale, maire du Planquay                          |

### Résultats détaillés

#### Élections de mars 2015
À l'issue du 1er tour des élections départementales de 2015, trois binômes sont en ballottage : Thierry Foscolos et Virginie Mahieu (FN, 33,8 %), Jean-Pierre Flambard et Micheline Paris (DVG, 32,05 %) et Anne-Sophie Deguette et Jean-Claude Quesnot (Union de la Droite, 27,74 %). Le taux de participation est de 52,41 % (11 912 votants sur 22 729 inscrits) contre 50,53 % au niveau départemental et 50,17 % au niveau national.
Au second tour, Jean-Pierre Flambard et Micheline Paris (DVG) sont élus avec 34,39 % des suffrages exprimés et un taux de participation de 54,37 % (4 092 voix pour 12 359 votants et 22 733 inscrits).

#### Élections de juin 2021
Le premier tour des élections départementales de 2021 est marqué par un très faible taux de participation (33,26 % au niveau national). Dans le canton de Beuzeville, ce taux de participation est de 35,17 % (8 259 votants sur 23 483 inscrits) contre 33,02 % au niveau départemental. À l'issue de ce premier tour, deux binômes sont en ballottage : Thomas Elexhauser et Micheline Paris (DVD, 43 %) et Stéphanie Lemaître et Jean-Luc Thomas (RN, 26,07 %).
Le second tour des élections est marqué une nouvelle fois par une abstention massive équivalente au premier tour. Les taux de participation sont de 34,3 % au niveau national, 32,76 % dans le département et 34,32 % dans le canton de Beuzeville. Thomas Elexhauser et Micheline Paris (DVD) sont élus avec 68,12 % des suffrages exprimés (5 030 voix pour 8 060 votants et 23 485 inscrits),,.

## Composition

### Composition avant 2015
Le canton de Beuzeville regroupait seize communes.
| Nom                           | Code Insee | Codepostal | Superficie (km2) | Population (dernière pop. légale) | Densité (hab./km2) |
| ----------------------------- | ---------- | ---------- | ---------------- | --------------------------------- | ------------------ |
| Beuzeville (chef-lieu)        | 27065      | 27210      | 23,25            | 4 409 (2012)                      | 190                |
| Berville-sur-Mer              | 27064      | 27210      | 5,08             | 634 (2012)                        | 125                |
| Boulleville                   | 27100      | 27210      | 7,17             | 1 017 (2012)                      | 142                |
| Conteville                    | 27169      | 27210      | 10,68            | 942 (2012)                        | 88                 |
| Fatouville-Grestain           | 27233      | 27210      | 10,26            | 753 (2012)                        | 73                 |
| Fiquefleur-Équainville        | 27243      | 27210      | 9,80             | 676 (2012)                        | 69                 |
| Fort-Moville                  | 27258      | 27210      | 9,32             | 437 (2012)                        | 47                 |
| Foulbec                       | 27260      | 27210      | 11,86            | 603 (2012)                        | 51                 |
| La Lande-Saint-Léger          | 27361      | 27210      | 7,96             | 311 (2012)                        | 39                 |
| Manneville-la-Raoult          | 27384      | 27210      | 7,37             | 509 (2012)                        | 69                 |
| Martainville                  | 27393      | 27210      | 9,09             | 407 (2012)                        | 45                 |
| Saint-Maclou                  | 27561      | 27210      | 5,56             | 581 (2012)                        | 104                |
| Saint-Pierre-du-Val           | 27597      | 27210      | 12,23            | 562 (2012)                        | 46                 |
| Saint-Sulpice-de-Grimbouville | 27604      | 27210      | 4,32             | 182 (2012)                        | 42                 |
| Le Torpt                      | 27646      | 27210      | 6,59             | 379 (2012)                        | 58                 |
| Vannecrocq                    | 27671      | 27210      | 4,93             | 140 (2012)                        | 28                 |

### Composition à partir de 2015
Le nouveau canton de Beuzeville comprenait soixante-deux communes entières à sa création.
À la suite de la fusion, au 1er janvier 2019, de Saint-Georges-du-Mesnil et de Saint-Jean-de-la-Léqueraye pour former la commune de Le Mesnil-Saint-Jean, le nombre de communes descend à 61.
| Nom                                | Code Insee | Intercommunalité                  | Superficie (km2) | Population (dernière pop. légale) | Densité (hab./km2) | Modifier                                    |
| ---------------------------------- | ---------- | --------------------------------- | ---------------- | --------------------------------- | ------------------ | ------------------------------------------- |
| Beuzeville (bureau centralisateur) | 27065      | CC du Pays de Honfleur-Beuzeville | 23,25            | 4 697 (2022)                      | 202                | modifier les données · modifier les données |
| Asnières                           | 27021      | CC Lieuvin Pays d'Auge            | 8,14             | 338 (2022)                        | 42                 | modifier les données · modifier les données |
| Bailleul-la-Vallée                 | 27035      | CC Lieuvin Pays d'Auge            | 4,67             | 97 (2022)                         | 21                 | modifier les données · modifier les données |
| Barville                           | 27042      | CC Lieuvin Pays d'Auge            | 2,71             | 85 (2022)                         | 31                 | modifier les données · modifier les données |
| Bazoques                           | 27046      | CC Lieuvin Pays d'Auge            | 6,90             | 140 (2022)                        | 20                 | modifier les données · modifier les données |
| Berville-sur-Mer                   | 27064      | CC du Pays de Honfleur-Beuzeville | 5,08             | 680 (2022)                        | 134                | modifier les données · modifier les données |
| Le Bois-Hellain                    | 27071      | CC Lieuvin Pays d'Auge            | 3,20             | 210 (2022)                        | 66                 | modifier les données · modifier les données |
| Boissy-Lamberville                 | 27079      | CC Lieuvin Pays d'Auge            | 8,08             | 379 (2022)                        | 47                 | modifier les données · modifier les données |
| Boulleville                        | 27100      | CC du Pays de Honfleur-Beuzeville | 7,17             | 1 227 (2022)                      | 171                | modifier les données · modifier les données |
| Bournainville-Faverolles           | 27106      | CC Lieuvin Pays d'Auge            | 6,96             | 486 (2022)                        | 70                 | modifier les données · modifier les données |
| La Chapelle-Bayvel                 | 27146      | CC Lieuvin Pays d'Auge            | 4,84             | 383 (2022)                        | 79                 | modifier les données · modifier les données |
| La Chapelle-Hareng                 | 27149      | CC Lieuvin Pays d'Auge            | 4,07             | 122 (2022)                        | 30                 | modifier les données · modifier les données |
| Conteville                         | 27169      | CC du Pays de Honfleur-Beuzeville | 10,68            | 1 032 (2022)                      | 97                 | modifier les données · modifier les données |
| Cormeilles                         | 27170      | CC Lieuvin Pays d'Auge            | 3,05             | 1 136 (2022)                      | 372                | modifier les données · modifier les données |
| Drucourt                           | 27207      | CC Lieuvin Pays d'Auge            | 11,97            | 576 (2022)                        | 48                 | modifier les données · modifier les données |
| Duranville                         | 27208      | CC Lieuvin Pays d'Auge            | 4,73             | 144 (2022)                        | 30                 | modifier les données · modifier les données |
| Épaignes                           | 27218      | CC Lieuvin Pays d'Auge            | 26,10            | 1 562 (2022)                      | 60                 | modifier les données · modifier les données |
| Épreville-en-Lieuvin               | 27222      | CC Lieuvin Pays d'Auge            | 6,72             | 199 (2022)                        | 30                 | modifier les données · modifier les données |
| Fatouville-Grestain                | 27233      | CC du Pays de Honfleur-Beuzeville | 10,26            | 710 (2022)                        | 69                 | modifier les données · modifier les données |
| Le Favril                          | 27237      | CC Lieuvin Pays d'Auge            | 4,03             | 183 (2022)                        | 45                 | modifier les données · modifier les données |
| Fiquefleur-Équainville             | 27243      | CC du Pays de Honfleur-Beuzeville | 9,80             | 743 (2022)                        | 76                 | modifier les données · modifier les données |
| Folleville                         | 27248      | CC Lieuvin Pays d'Auge            | 6,16             | 192 (2022)                        | 31                 | modifier les données · modifier les données |
| Fontaine-la-Louvet                 | 27252      | CC Lieuvin Pays d'Auge            | 11,11            | 338 (2022)                        | 30                 | modifier les données · modifier les données |
| Fort-Moville                       | 27258      | CC Lieuvin Pays d'Auge            | 9,32             | 510 (2022)                        | 55                 | modifier les données · modifier les données |
| Foulbec                            | 27260      | CC du Pays de Honfleur-Beuzeville | 11,86            | 649 (2022)                        | 55                 | modifier les données · modifier les données |
| Fresne-Cauverville                 | 27269      | CC Lieuvin Pays d'Auge            | 6,15             | 190 (2022)                        | 31                 | modifier les données · modifier les données |
| Giverville                         | 27286      | CC Lieuvin Pays d'Auge            | 6,14             | 382 (2022)                        | 62                 | modifier les données · modifier les données |
| Heudreville-en-Lieuvin             | 27334      | CC Lieuvin Pays d'Auge            | 4,15             | 115 (2022)                        | 28                 | modifier les données · modifier les données |
| La Lande-Saint-Léger               | 27361      | CC Lieuvin Pays d'Auge            | 7,96             | 404 (2022)                        | 51                 | modifier les données · modifier les données |
| Lieurey                            | 27367      | CC Lieuvin Pays d'Auge            | 18,21            | 1 471 (2022)                      | 81                 | modifier les données · modifier les données |
| Manneville-la-Raoult               | 27384      | CC du Pays de Honfleur-Beuzeville | 7,37             | 482 (2022)                        | 65                 | modifier les données · modifier les données |
| Martainville                       | 27393      | CC Lieuvin Pays d'Auge            | 9,09             | 497 (2022)                        | 55                 | modifier les données · modifier les données |
| Le Mesnil-Saint-Jean               | 27541      | CC Lieuvin Pays d'Auge            | 7,85             | 166 (2022)                        | 21                 | modifier les données · modifier les données |
| Morainville-Jouveaux               | 27415      | CC Lieuvin Pays d'Auge            | 15,39            | 372 (2022)                        | 24                 | modifier les données · modifier les données |
| Noards                             | 27434      | CC Lieuvin Pays d'Auge            | 4,21             | 61 (2022)                         | 14                 | modifier les données · modifier les données |
| La Noë-Poulain                     | 27435      | CC Lieuvin Pays d'Auge            | 4,70             | 251 (2022)                        | 53                 | modifier les données · modifier les données |
| Piencourt                          | 27455      | CC Lieuvin Pays d'Auge            | 8,70             | 169 (2022)                        | 19                 | modifier les données · modifier les données |
| Les Places                         | 27459      | CC Lieuvin Pays d'Auge            | 1,93             | 74 (2022)                         | 38                 | modifier les données · modifier les données |
| Le Planquay                        | 27462      | CC Lieuvin Pays d'Auge            | 4,04             | 161 (2022)                        | 40                 | modifier les données · modifier les données |
| La Poterie-Mathieu                 | 27475      | CC Lieuvin Pays d'Auge            | 6,41             | 166 (2022)                        | 26                 | modifier les données · modifier les données |
| Saint-Aubin-de-Scellon             | 27512      | CC Lieuvin Pays d'Auge            | 13,90            | 330 (2022)                        | 24                 | modifier les données · modifier les données |
| Saint-Benoît-des-Ombres            | 27520      | CC Lieuvin Pays d'Auge            | 3,63             | 142 (2022)                        | 39                 | modifier les données · modifier les données |
| Saint-Christophe-sur-Condé         | 27522      | CC Lieuvin Pays d'Auge            | 9,00             | 429 (2022)                        | 48                 | modifier les données · modifier les données |
| Saint-Étienne-l'Allier             | 27538      | CC Lieuvin Pays d'Auge            | 11,32            | 524 (2022)                        | 46                 | modifier les données · modifier les données |
| Saint-Georges-du-Vièvre            | 27542      | CC Lieuvin Pays d'Auge            | 10,19            | 894 (2022)                        | 88                 | modifier les données · modifier les données |
| Saint-Germain-la-Campagne          | 27547      | CC Lieuvin Pays d'Auge            | 22,23            | 858 (2022)                        | 39                 | modifier les données · modifier les données |
| Saint-Grégoire-du-Vièvre           | 27550      | CC Lieuvin Pays d'Auge            | 8,97             | 312 (2022)                        | 35                 | modifier les données · modifier les données |
| Saint-Maclou                       | 27561      | CC du Pays de Honfleur-Beuzeville | 5,56             | 667 (2022)                        | 120                | modifier les données · modifier les données |
| Saint-Mards-de-Fresne              | 27564      | CC Lieuvin Pays d'Auge            | 13,49            | 344 (2022)                        | 26                 | modifier les données · modifier les données |
| Saint-Martin-Saint-Firmin          | 27571      | CC Lieuvin Pays d'Auge            | 6,37             | 336 (2022)                        | 53                 | modifier les données · modifier les données |
| Saint-Pierre-de-Cormeilles         | 27591      | CC Lieuvin Pays d'Auge            | 17,29            | 580 (2022)                        | 34                 | modifier les données · modifier les données |
| Saint-Pierre-des-Ifs               | 27594      | CC Lieuvin Pays d'Auge            | 6,17             | 258 (2022)                        | 42                 | modifier les données · modifier les données |
| Saint-Pierre-du-Val                | 27597      | CC du Pays de Honfleur-Beuzeville | 12,23            | 589 (2022)                        | 48                 | modifier les données · modifier les données |
| Saint-Siméon                       | 27603      | CC Lieuvin Pays d'Auge            | 7,49             | 323 (2022)                        | 43                 | modifier les données · modifier les données |
| Saint-Sulpice-de-Grimbouville      | 27604      | CC du Pays de Honfleur-Beuzeville | 4,32             | 156 (2022)                        | 36                 | modifier les données · modifier les données |
| Saint-Sylvestre-de-Cormeilles      | 27605      | CC Lieuvin Pays d'Auge            | 9,50             | 226 (2022)                        | 24                 | modifier les données · modifier les données |
| Saint-Vincent-du-Boulay            | 27613      | CC Lieuvin Pays d'Auge            | 6,56             | 370 (2022)                        | 56                 | modifier les données · modifier les données |
| Le Theil-Nolent                    | 27627      | CC Lieuvin Pays d'Auge            | 4,11             | 272 (2022)                        | 66                 | modifier les données · modifier les données |
| Thiberville                        | 27629      | CC Lieuvin Pays d'Auge            | 7,98             | 1 765 (2022)                      | 221                | modifier les données · modifier les données |
| Le Torpt                           | 27646      | CC Lieuvin Pays d'Auge            | 6,59             | 460 (2022)                        | 70                 | modifier les données · modifier les données |
| Vannecrocq                         | 27671      | CC Lieuvin Pays d'Auge            | 4,93             | 163 (2022)                        | 33                 | modifier les données · modifier les données |
| Canton de Beuzeville               | 2703       |                                   | 514,99           | 31 777 (2022)                     | 62                 | modifier les données                        |

## Démographie

### Démographie avant 2015
| 1962  | 1968  | 1975  | 1982  | 1990  | 1999  | 2006   | 2011   | 2012   |
| ----- | ----- | ----- | ----- | ----- | ----- | ------ | ------ | ------ |
| 6 911 | 6 676 | 6 810 | 7 510 | 8 070 | 9 203 | 10 491 | 12 272 | 12 542 |

### Démographie depuis 2015
En 2022, le canton comptait 31 777 habitants, en évolution de +0,09 % par rapport à 2016 (Eure : −0,25 %, France hors Mayotte : +2,11 %).
| 2013   | 2018   | 2022   |
| ------ | ------ | ------ |
| 30 806 | 31 823 | 31 777 |